# Osebno
Osebno je avtobiografski roman slovenskega pisatelja Miha Mazzinija. Spremno besedo je napisala Renata Salecl.
Prvoosebni pripovedovalec se spomladi leta 2020 znajde v čustveni luknji – partnerka ga je zapustila šestkrat zapored. Mučijo ga more, nesmiselni prizori, ki ga pričnejo spreletavati tudi čez dan in so nedvomno povezani z njegovim otroštvom. Prijatelji odkimavajo nad njegovim stanjem in vsakdo ima svoj predlog za čudežno rešitev: od hoje po žerjavici prek desetdnevnega klečanja pri budistih in šamanskih ritualov do hoje po Jakobovi poti. Pripovedovalec s prezirom skeptika vse odklanja, a ko zaradi covida zaprejo družbo in obtiči doma, uvidi, da mora nekaj storiti, sicer se mu bo zmešalo. Predloge zapiše na list in jih sklene izvesti čisto vse. Loti se jih kar po vrsti. Z mnogimi zadregami se odpravi na potovanje znotraj pandemičnih časov, hkrati pa potuje tudi v svoje lastno otroštvo, da bi prišel do vira čudnih spominov, in meditira o odnosih, da bi prišel do dna skrivnosti srca.
Miha Mazzini se je s tem romanom tretjič lotil svojega odraščanja. Prvič v romanu Kralj ropotajočih duhov (2001), kjer je glavni junak star dvanajst let. Drugič v romanu Otroštvo (2015) z junakom, starim pet let. Osebno pa se dogaja v avtorjevi trenutni starosti.
Roman je postal uspešnica že v prednaročilu in se v mesecu izzida uvrstil na drugo mesto najbolj prodajanih knjig.

## Ocene
- »Osebno je prava knjižna poslastica, ki vam jo z veseljem priporočam ne le za poletno, ampak kar vseletno branje.«, Simona Kruhar Gaberšček, Marketing Magazin, september 2022[2]
- »Odlična knjiga, hkrati lahkotno in težko branje, zgodba, ki te kar vleče, češ le kaj bo Miha še poskusil, in se čudiš, kako lahko s takim humorjem gleda na svoje precej težko in nenavadno otroštvo. Obvezno branje to jesen!«, N1, 25. september 2022[3]
- »vredno velike, osebne zahvale za pogum. Hvala, Miha."«, Dobre knjige, 10. oktober 2022[4]
- »Njegova rešitev sta pisanje in preizpraševanje, na to pot pa postavi tudi bralca, ki nima druge možnosti, kot da hkrati preizprašuje svoje lastno življenje, odnose, ki jih je imel in jih ima. »V vsakem odnosu se moramo občasno ustaviti in se vprašati: zakaj rabim točno tako razmerje, ta trenutek.« To je zgodba o dvojini in nato bivanju v ednini. Zagotovo eno najbolj odmevnih Mazzinijevih del!«, Ajda Vodlan, Bukla 169[5]
- »Postopno obujanje spominov na zabrisano, bolečo preteklost in samorefleksija avtodestruktivnih dejanj, ki jih je bolj ali manj mogoče pripisati zatekanju v znano, pa najsibo to še tako škodljivo za nas in druge, sta popisani na jasen in reflektiran način, s čimer bralstvu omogočata poistovetenje in jasnost razumevanja nekaterih navadno težje dostopnih razsežnosti človeške psihologije.«, Aljaž Krivec, ARS Radio[6]
- »knjiga nekega življenja. Življenja, v katerem nič ni prirejeno, razen imen in kakšne nepomembne podrobnosti, temveč je vse brutalno resnično, pristno in včasih groteskno, da je človek kar hvaležen za pisateljeve izlete v humor, s katerim sebi in nam razbije težo vzdušja v tisti blokovski garsonjeri, ki je tako hudičevo uglašeno na neskončno odsotnost človeške bližine.«, Nataša Fajon, Opazovalec[7]
- »Knjiga, kjer sem manj razmišljal o tem, kaj je doživljal avtor in veliko več o tem, kaj sem v zelo podobnih situacijah doživljal sam in kako sem se odzival. In ne, vse, kar sem prebral, mi ni bilo všeč.«, Matic Slapšak, Matic piše[8]

## Nominacije in nagrade
1. Nominacija za Knjigo leta 2022 na 38. knjižnem sejmu[9]